# Moleskin (ubranie)
Moleskin – potoczna nazwa kurtki (wz. 607/MON) i spodni ortalionowych noszonych w Marynarce Wojennej jako sztormiak w składzie munduru ćwiczebnego. Czarna kurtka z kapturem i podpinką używana jest także jako okrycie zimowe. Kurtka posiada z tyłu odblaskowy napis "MARYNARKA WOJENNA RP".